# 야하타시
야하타시(八幡市)는 후쿠오카현 북동부에 위치했던 시이다. 1963년 모지시, 고쿠라시, 도바타시, 와카마쓰시와 합병해 기타큐슈시기 되었다.

## 역사
시역은 율령제 하에서는 지쿠젠국 부젠국에 걸친 지역이었으나 폐번치 현으로 후쿠오카 현에 속하였다. 1901년에 일본 최초의 근대 제철소인 관영 하치만제철소의 건설지로 선정되었고, 이후에는 이 하치만제철소를 축으로 공업도시로 비약적으로 발전하여 철의 마을로 불리게 된다.
태평양 전쟁 중이던 1944년 6월 16일에 처음으로 B-29를 사용한 일본 본토 공습의 대상이 된다(하와타 공습).공습은 이 후 같은 해 8월 20일에 행해진 후에는 1년 가까이 없었지만, 종전 직전인 1945년(쇼와 20년) 8월 8일의 공습으로 큰 피해를 입었다.이 공습에 의해 발생한 연기는 하치만시에도 또 다른 괴멸적 타격을 입혔을 고쿠라시에 원자폭탄 투하를 방해하게 되었다(자세한 내용은 '나가사키시에 원자폭탄 투하'항 참조).
기타큐슈시의 합병 5개 시 중 유일하게 시 구역이 지쿠젠국(온가군, 구라테군)과 분젠국(기쿠군)에 걸쳐 있었다. 야하타구는 1974년 4월 1일에 야하타동구와 야하타서구로 분할되어, 야하타동구는 원래 엔가군과 기쿠군, 야하타서구는 원래 온가군과 구라테군에 각각 걸쳐 있다.
교토부 야와타시(八幡市)는 본시 폐지후 약 14년 9개월 후인 1977년 11월 1일에 출범한 시로, 본시와 공존한 시기는 없다.

## 인구
- 1920년　100,235 (규슈에서 2위, 후쿠오카현 1위)
- 1925년　118,376
- 1930년　168,217
- 1935년　208,629
- 1940년　261,309
- 1945년　151,378
- 1947년　167,829
- 1950년　210,051
- 1955년　286,241
- 1960년　332,163

## 참고문헌
- 北九州市史編さん委員会編『北九州市史 近代・現代 行政社会』北九州市、1987年。